# Grand Prix-wegrace der Naties 1964
De Grand Prix-wegrace der Naties 1964 was de elfde en voorlaatste Grand Prix van het wereldkampioenschap wegrace voor motorfietsen in het seizoen 1964. De races werden verreden op 13 september op het Autodromo Nazionale di Monza nabij Monza in de Italiaanse regio Lombardije. Alleen de soloklassen met uitzondering van de 50cc-klasse kwamen aan de start. De 500cc-klasse sloot haar seizoen hier af. De wereldtitel in de 250cc-klasse werd hier beslist.

## Algemeen
De Grand Prix van Monza leverde voor het eerst in het seizoen een enigszins spannende race in de 500cc-klasse op. Ernst Degner kwam na een lange herstelperiode (hij had op 10 november 1963 brandwonden opgelopen) weer aan de start en Honda probeerde de 250cc-Yamaha RD 56 in te tomen met de zescilinder Honda 3RC 164.

## 500cc-klasse
Mike Hailwood kreeg voor het eerst in het seizoen concurrentie omdat de Gilera 500 4C van Benedicto Caldarella heel bleef. Caldarella reed zelfs de snelste ronde, maar finishte elf seconden achter Hailwood. Hoe sterk de Italiaanse viercilinders waren (hoewel de Gilera uit 1957 stamde) bleek uit het feit dat derde man Jack Ahearn twee ronden (ruim twaalf kilometer) achterstand had.

### Uitslag 500cc-klasse
| Pos | Coureur              | Merk      | Tijd      | Pnt |
| --- | -------------------- | --------- | --------- | --- |
| 1   | Mike Hailwood        | MV Agusta | 1:02"58'2 | 8   |
| 2   | Benedicto Caldarella | Gilera    | +11'0     | 6   |
| 3   | Jack Ahearn          | Norton    | +2 ronden | 4   |
| 4   | Mike Duff            | Matchless | +2 ronden | 3   |
| 5   | Jack Findlay         | Matchless | +2 ronden | 2   |
| 6   | Walter Scheimann     | Norton    | +3 ronden | 1   |
| 7   | Fred Stevens         | Matchless | +3 ronden |     |
| 8   | Ginger Molloy        | Norton    | +3 ronden |     |
| 9   | Vasco Loro           | Norton    | +3 ronden |     |
| 10  | Remo Venturi         | Bianchi   | +4 ronden |     |
| 11  | Maurice Hawthorne    | Norton    |           |     |
| 12  | Giuseppe Dardanello  | Norton    |           |     |
| 13  | Emanuele Maugliani   | Gilera    |           |     |
| 14  | Benedetto Zambotti   | Norton    |           |     |
| 15  | Pietro Mencaglia     | Gilera    |           |     |

### Niet gefinisht
| Coureur          | Merk      | Oorzaak |
| ---------------- | --------- | ------- |
| Gyula Marsovszky | Matchless |         |
| Gustav Havel     | Jawa      |         |
| Philippe Canoui  | Norton    |         |
| Derek Woodman    | Matchless |         |
| Alberto Pagani   | Bianchii  |         |
| Alberto Picca    | Gilera    |         |
| Paolo Campanelli | Matchless |         |
| Silvio Grassetti | Gilera    |         |
| Paddy Driver     | Matchless |         |

### Niet deelgenomen
| Coureur        | Merk               | Oorzaak   |
| -------------- | ------------------ | --------- |
| Billy McCosh   | Matchless          |           |
| Chris Conn     | Norton             |           |
| Dick Creith    | Norton             | [ 1 ]     |
| Griff Jenkins  | Norton             | [ 2 ]     |
| John Hartle    | Norton             | Blessure  |
| Lewis Young    | Matchless          |           |
| Phil Read      | Matchless / Norton |           |
| Rob Fitton     | Norton             |           |
| Morrie Low (†) | Norton             | Overleden |
| Buddy Parriott | Norton             | [ 5 ]     |

### Top tien eindstand 500cc-klasse
| Pos | Coureur              | Merk               | Pnt     |
| --- | -------------------- | ------------------ | ------- |
| 1   | Mike Hailwood        | MV Agusta          | 40 (56) |
| 2   | Jack Ahearn          | Norton             | 25 (29) |
| 3   | Phil Read            | Matchless / Norton | 25      |
| 4   | Mike Duff            | Norton / Matchless | 18      |
| 5   | Paddy Driver         | Matchless          | 16      |
| 6   | Fred Stevens         | Matchless          | 8       |
| 7   | Gyula Marsovszky     | Matchless          | 7       |
| 8   | Derek Minter         | Norton             | 6       |
| 8   | Remo Venturi         | Bianchi            | 6       |
| 8   | Dick Creith          | Norton             | 6       |
| 8   | Benedicto Caldarella | Gilera             | 6       |

Punten tussen haakjes zijn inclusief streepresultaten.

## 350cc-klasse
Jim Redman had alle 350cc-races gewonnen, maar in Monza reed Remo Venturi met zijn tweecilinder Bianchi de snelste ronde. Venturi viel echter uit en Redman won opnieuw voor zijn vriend en landgenoot Bruce Beale, die met een tweecilinder Honda CR 77-productieracer reed. Stanislav Malina werd met zijn ČZ derde. Bruce Beale steeg als privérijder naar de tweede plaats in het wereldkampioenschap.
| Pos | Coureur          | Merk      | Tijd     | Pnt |
| --- | ---------------- | --------- | -------- | --- |
| 1   | Jim Redman       | Honda     | 51"31'0  | 8   |
| 2   | Bruce Beale      | Honda     | +1"22'2  | 6   |
| 3   | Stanislav Malina | ČZ        | +1 ronde | 4   |
| 4   | Renzo Pasolini   | Aermacchi | +1 ronde | 3   |
| 5   | Mike Duff        | AJS       | +1 ronde | 2   |
| 6   | Jack Ahearn      | Norton    | +1 ronde | 1   |
| 7   | Ian Burne        | Norton    | +1 ronde |     |
| 8   | Jack Findlay     | AJS       | +1 ronde |     |

| Coureur      | Merk    | Oorzaak |
| ------------ | ------- | ------- |
| Remo Venturi | Bianchi |         |

| Coureur           | Merk | Oorzaak   |
| ----------------- | ---- | --------- |
| Vernon Cottle (†) | AJS  | Overleden |

| Coureur           | Merk           |
| ----------------- | -------------- |
| Gustav Havel      | Jawa           |
| Alan Shepherd     | MZ             |
| Chris Conn        | Norton         |
| Derek Minter      | Norton         |
| Derek Woodman     | AJS            |
| Fred Stevens      | AJS            |
| Joe Dunphy        | Norton         |
| Mike Hailwood     | MV Agusta / MZ |
| Phil Read         | AJS            |
| Gilberto Milani   | Aermacchi      |
| Isamu Kasuya      | Honda          |
| Isao Yamashita    | Honda          |
| Kuniomi Nagamatsu | Honda          |
| Endel Kiisa       | Vostok         |
| Paddy Driver      | AJS            |

### Top tien tussenstand 350cc-klasse
| Pos | Coureur          | Merk           | Pnt     |                |
| --- | ---------------- | -------------- | ------- | -------------- |
| 1   | Jim Redman       | Honda          | 40 (56) | wereldkampioen |
| 2   | Bruce Beale      | Honda          | 24      |                |
| 3   | Mike Duff        | AJS            | 20 (24) |                |
| 4   | Gustav Havel     | Jawa           | 10      |                |
| 5   | Mike Hailwood    | MV Agusta / MZ | 6       |                |
| 5   | Phil Read        | AJS            | 6       |                |
| 7   | Paddy Driver     | AJS            | 5       |                |
| 8   | Derek Minter     | Norton         | 4       |                |
| 8   | Remo Venturi     | Bianchi        | 4       |                |
| 8   | Endel Kiisa      | Vostok         | 4       |                |
| 8   | Stanislav Malina | CZ             | 4       |                |

Punten tussen haakjes zijn inclusief streepresultaten.

## 250cc-klasse
Nog nooit was iemand op het idee gekomen de 250cc-klasse met een zescilinder aan te vallen. Nu Phil Read de leiding in het wereldkampioenschap had genomen met zijn tamelijk eenvoudige tweecilindertweetakt Yamaha RD 56 moest Honda reageren. Het bracht de zescilinder 3RC 164. Het mocht niet baten. Redman reed aanvankelijk aan de leiding, maar toen zijn machine warm begon te lopen moest hij zich terug laten zakken. Phil Read won opnieuw en zijn teamgenoot Mike Duff wist Honda-rijder Redman op de finish met 0,3 seconde verschil te verslaan. Phil Read was zeker van de wereldtitel.
| Pos | Coureur               | Merk      | Tijd      | Pnt |
| --- | --------------------- | --------- | --------- | --- |
| 1   | Phil Read             | Yamaha    | 41"24'2   | 8   |
| 2   | Mike Duff             | Yamaha    | +10'0     | 6   |
| 3   | Jim Redman            | Honda     | +10'3     | 4   |
| 4   | Giacomo Agostini      | Morini    | +23'6     | 3   |
| 5   | Alan Shepherd         | MZ        | +1"01'2   | 2   |
| 6   | Luigi Taveri          | Honda     | +1"40'6   | 1   |
| 7   | Derek Woodman         | MZ        | +2 ronden |     |
| 8   | Günter Beer           | Honda     | +1 ronde  |     |
| 9   | Bruce Beale           | Honda     | +1 ronde  |     |
| 10  | Gilberto Milani       | Aermacchi | +2 ronden |     |
| 11  | Stanislav Malina      | ČZ        | +2 ronden |     |
| 12  | Gianemilio Marchesani | Aermacchi | +3 ronden |     |

| Coureur           | Merk    | Oorzaak |
| ----------------- | ------- | ------- |
| Tarquinio Provini | Benelli |         |

| Coureur        | Merk    | Oorzaak |
| -------------- | ------- | ------- |
| Ron Grant      | Parilla | [ 5 ]   |
| Hugh Anderson  | Suzuki  |         |
| Bo Gehring     | Bultaco | [ 5 ]   |
| Douglas Brown  | Ducati  | [ 5 ]   |
| George Rockett | Ducati  | [ 5 ]   |

| Coureur          | Merk      |
| ---------------- | --------- |
| Bert Schneider   | Suzuki    |
| Ernst Weiss      | Honda     |
| Wolfgang Gast    | MZ        |
| Jorge Sirera     | Montesa   |
| Roger Mailles    | Morini    |
| Clive Hunt       | Aermacchi |
| Joe Dunphy       | Greeves   |
| Mike Hailwood    | MZ        |
| Ralph Bryans     | Honda     |
| Roy Boughey      | Yamaha    |
| Tommy Robb       | Yamaha    |
| Alberto Pagani   | Paton     |
| Hiroshi Hasegawa | Yamaha    |
| Isamu Kasuya     | Honda     |

### Top tien tussenstand 250cc-klasse
| Pos | Coureur           | Merk    | Pnt     |                |
| --- | ----------------- | ------- | ------- | -------------- |
| 1   | Phil Read         | Yamaha  | 46 (50) | wereldkampioen |
| 2   | Jim Redman        | Honda   | 40 (50) |                |
| 3   | Alan Shepherd     | MZ      | 23      |                |
| 4   | Mike Duff         | Yamaha  | 20      |                |
| 5   | Tarquinio Provini | Benelli | 15      |                |
| 6   | Bruce Beale       | Honda   | 9       |                |
| 7   | Luigi Taveri      | Honda   | 8       |                |
| 8   | Tommy Robb        | Yamaha  | 7       |                |
| 9   | Ron Grant         | Parilla | 6       |                |
| 9   | Alberto Pagani    | Paton   | 6       |                |
| 9   | Giacomo Agostini  | Morini  | 6       |                |

Punten tussen haakjes zijn inclusief streepresultaten.

## 125cc-klasse
Wereldkampioen Luigi Taveri won ook de 125cc-race in Monza, voor de Suzuki-rijders Hugh Anderson en Ernst Degner. Degner reed zijn eerste Grand Prix sinds de Japanse GP van 1963 waarbij hij ernstige brandwonden had opgelopen. Veteraan Romolo Ferri, die in het seizoen 1958 voor het laatst in het WK had gereden, kwam met een EMC aan de start en werd negende.
| Pos | Coureur          | Merk    | Tijd      | Pnt |
| --- | ---------------- | ------- | --------- | --- |
| 1   | Luigi Taveri     | Honda   | 36"40'0   | 8   |
| 2   | Hugh Anderson    | Suzuki  | +1'6      | 6   |
| 3   | Ernst Degner     | Suzuki  | +18'0     | 4   |
| 4   | Ralph Bryans     | Honda   | +32'6     | 3   |
| 5   | Frank Perris     | Suzuki  | +1"17'4   | 2   |
| 6   | Jim Redman       | Honda   | +2"08'6   | 1   |
| 7   | Walter Scheimann | Honda   | +2 ronden |     |
| 8   | Giuseppe Visenzi | Honda   | +2 ronden |     |
| 9   | Romolo Ferri     | EMC     | +2 ronden |     |
| 10  | Richard Thomas   | Bultaco | +2 ronden |     |
| 11  | Francesco Villa  | Mondial | +2 ronden |     |
| 12  | Alberto Capocci  | Ducati  | +3 ronden |     |
| 13  | Accorsi          | Ducati  | +3 ronden |     |

| Coureur             | Merk  | Oorzaak   |
| ------------------- | ----- | --------- |
| Roland Föll (†)     | Honda | Overleden |
| Kunimitsu Takahashi | Honda | Gestopt   |

| Coureur              | Merk    |
| -------------------- | ------- |
| Bert Schneider       | Suzuki  |
| Stanislav Malina     | CZ      |
| Dieter Krumpholz     | MZ      |
| Friedhelm Kohlar     | MZ      |
| Heinz Rosner         | MZ      |
| Klaus Enderlein      | MZ      |
| Peter Eser           | Honda   |
| Ramón Torras         | Bultaco |
| Jean-Pierre Beltoise | Bultaco |
| Chris Vincent        | Honda   |
| Gary Dickinson       | Honda   |
| Phil Read            | Yamaha  |
| Rex Avery            | EMC     |
| Akiyasu Motohashi    | Yamaha  |
| Hironori Matsushima  | Yamaha  |
| Isao Morishita       | Suzuki  |
| Mitsuo Itoh          | Suzuki  |
| Teisuke Tanaka       | Suzuki  |
| Yoshimi Katayama     | Suzuki  |
| Bruce Beale          | Honda   |

### Top tien tussenstand 125cc-klasse
| Pos | Coureur              | Merk    | Pnt     |                |
| --- | -------------------- | ------- | ------- | -------------- |
| 1   | Luigi Taveri         | Honda   | 46 (58) | wereldkampioen |
| 2   | Jim Redman           | Honda   | 36 (37) |                |
| 3   | Hugh Anderson        | Suzuki  | 34      |                |
| 4   | Bert Schneider       | Suzuki  | 22 (24) |                |
| 5   | Ralph Bryans         | Honda   | 21      |                |
| 6   | Frank Perris         | Suzuki  | 10      |                |
| 7   | Mitsuo Itoh          | Suzuki  | 6       |                |
| 7   | Phil Read            | Yamaha  | 6       |                |
| 7   | Walter Scheimann     | Honda   | 6       |                |
| 10  | Rex Avery            | EMC     | 4       |                |
| 10  | Jean-Pierre Beltoise | Bultaco | 4       |                |
| 10  | Ernst Degner         | Suzuki  | 4       |                |

Punten tussen haakjes zijn inclusief streepresultaten.
1922 · 1923 · 1924 · 1925 · 1926 · 1927 · 1928 · 1929 · 1930 · 1931 · 1932 · 1933 · 1934 · 1935 · 1936 · 1937 · 1938 · 1939 · 1947 · 1948 · 1949 · 1950 · 1951 · 1952 · 1953 · 1954 · 1955 · 1956 · 1957 · 1958 · 1959 · 1960 · 1961 · 1962 · 1963 · 1964 · 1965 · 1966 · 1967 · 1968 · 1969 · 1970 · 1971 · 1972 · 1973 · 1974 · 1975 · 1976 · 1977 · 1978 · 1979 · 1980 · 1981 · 1982 · 1983 · 1984 · 1985 · 1986 · 1987 · 1988 · 1989 · 1990